# 鹿躍酒窖
鹿躍酒窖
是一家位於美國加利福尼亞州納帕谷鹿躍區的酒莊，由華倫·维尼亚斯基於1970年創立。其1973年份的卡本內蘇維濃葡萄酒因為在1976年巴黎品酒會中榮獲法國和加州十大頂級紅葡萄酒第一名而聞名於世，巴黎品酒會也成為納帕谷葡萄酒業崛起的標誌性事件。它現為義大利的安蒂諾里酒廠子公司。

## 歷史

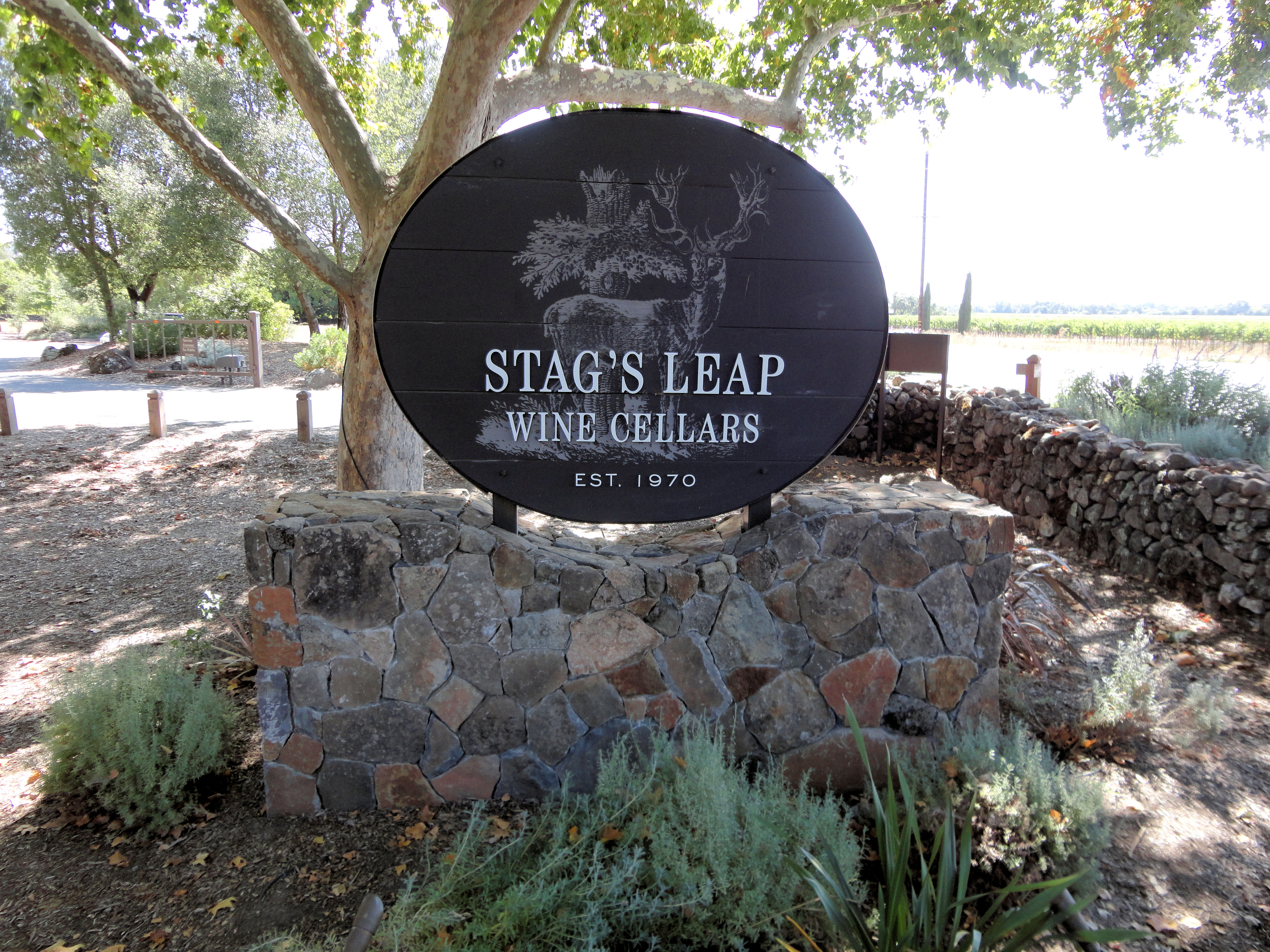
鹿躍酒窖木牌

1961年，內森·費伊（Nathan Fay）在加利福尼亞大學戴維斯分校顧問的協助下，在鹿躍區首次種植赤霞珠。1969年，費伊請華倫·维尼亚斯基品嚐他自釀的赤霞珠葡萄酒，维尼亚斯基認為是他品過最棒的，這正是他想找的葡萄園地點。50英畝的海德牧場（Heid Ranch）是費伊鄰居，當時開價12萬美元，维尼亚斯基集資於1970年2月以11萬美元成交，註冊了「鹿躍酒窖」（Stag's Leap Wine Cellars）與「鹿躍葡萄園」（Stag's Leap Vineyard，此後產地標示為S.L.V.），開始種植沙地葡萄當砧木，再嫁接上赤霞珠和美樂葡萄。原有靠山腳的小西拉則賣給其他酒莊。
鹿躍酒莊也於1970年成立。维尼亚斯基於1976年提告，主張首先使用「鹿躍」之名。加州最高法院於1986年判決，「鹿躍」是一個地區，所以兩家都可以使用「鹿躍」之名。為了避免混淆，鹿躍酒窖的撇號在s之前（Stag's Leap），鹿躍酒莊的撇號在s之後（Stags' Leap）。訴訟結束後，兩家合作釀造了1985年份的「和諧」（Accord）卡本內蘇維濃葡萄酒，兩家的葡萄各用一半。1989年，儘管兩家反對，菸酒槍炮及爆裂物管理局仍在納帕谷葡萄種植區之下分出鹿躍區。
2007年，维尼亚斯基由于年邁，家族中又無人接班，安蒂諾里酒廠及聖美堡酒廠合資以ㄧ億八千五百萬美元買下鹿躍酒窖、鹿躍葡萄園和費伊葡萄園，但家族保留了阿卡迪亞莎當妮園，其葡萄賣給新主人。2023年5月，安蒂諾里酒廠買下聖美堡酒廠持有的85%股份，擁有全部股份。

## 葡萄園
鹿躍酒窖於1970年買下鹿躍葡萄園後，又於1986年買下鄰居費伊66英畝的的葡萄園。1996年，又從蒙特雷納酒莊名釀酒師邁克·格吉奇手中買下阿卡迪亞莎當妮園。2001年，在奧克諾爾區買下佔地39英畝的達尼卡牧場（Danika Ranch），生產莎當妮和白蘇維濃。鹿躍酒窖2007年易主時，阿卡迪亞葡萄園不包括在內。2016年收購了納帕東北部Wooden Valley山上的雙溪（Twin Creeks）葡萄園，以將涼爽氣候的赤霞珠葡萄添加到狩獵神（Artemis）葡萄酒中。2019年收購了卡利斯托加佔地56英畝的格林伍德（Greenwood）葡萄園，為狩獵神葡萄酒生產葡萄。
1990年，维尼亚斯基為出產巴黎品酒會頭獎酒的鹿躍葡萄園辦理土地信託，這是纳帕县第一塊受地役權保護的農業用地，以確保其永久用於農業。2008年，维尼亚斯基為阿卡迪亞葡萄園也辦理土地信託。

## 知名產品
鹿躍酒窖從1972年開始釀酒，產品以赤霞珠葡萄酒聞名，最出名的三種是鹿躍葡萄園（S.L.V.）、費伊葡萄園（Fay）以及Cask 23赤霞珠葡萄酒。
在製造1973年份的赤霞珠葡萄酒時，维尼亚斯基接納名釀酒師安德烈·切里奇切夫的建議，在赤霞珠葡萄酒中混入10%的美樂葡萄酒，使口感柔和細膩，共產1,800箱（打）。1975年上市時，每瓶定價6美元，經銷商進貨價36美元一箱，餐廳與零售商進貨價48美元一箱，比當時納帕產的同等級酒便宜。2020年時，酒窖中的1973年份赤霞珠只剩不到一箱。海瑞得拍賣行於2022年在比佛利山的一場葡萄酒拍賣會中，將此酒拍出一瓶$12,300美元的紀錄高價。
安德烈·切里奇切夫發現1974年份第23號橡木桶的赤霞珠葡萄酒酒味特優，因此另外裝瓶，Cask 23從此誕生。購入費伊葡萄園後，從1990年份起，此品牌的酒是兩家葡萄園酒的混調酒。

## 傅科擺
酒窖中吊著一個傅科擺，意為「時間流逝，酒之成熟」。

## 榮譽

### 巴黎品酒會

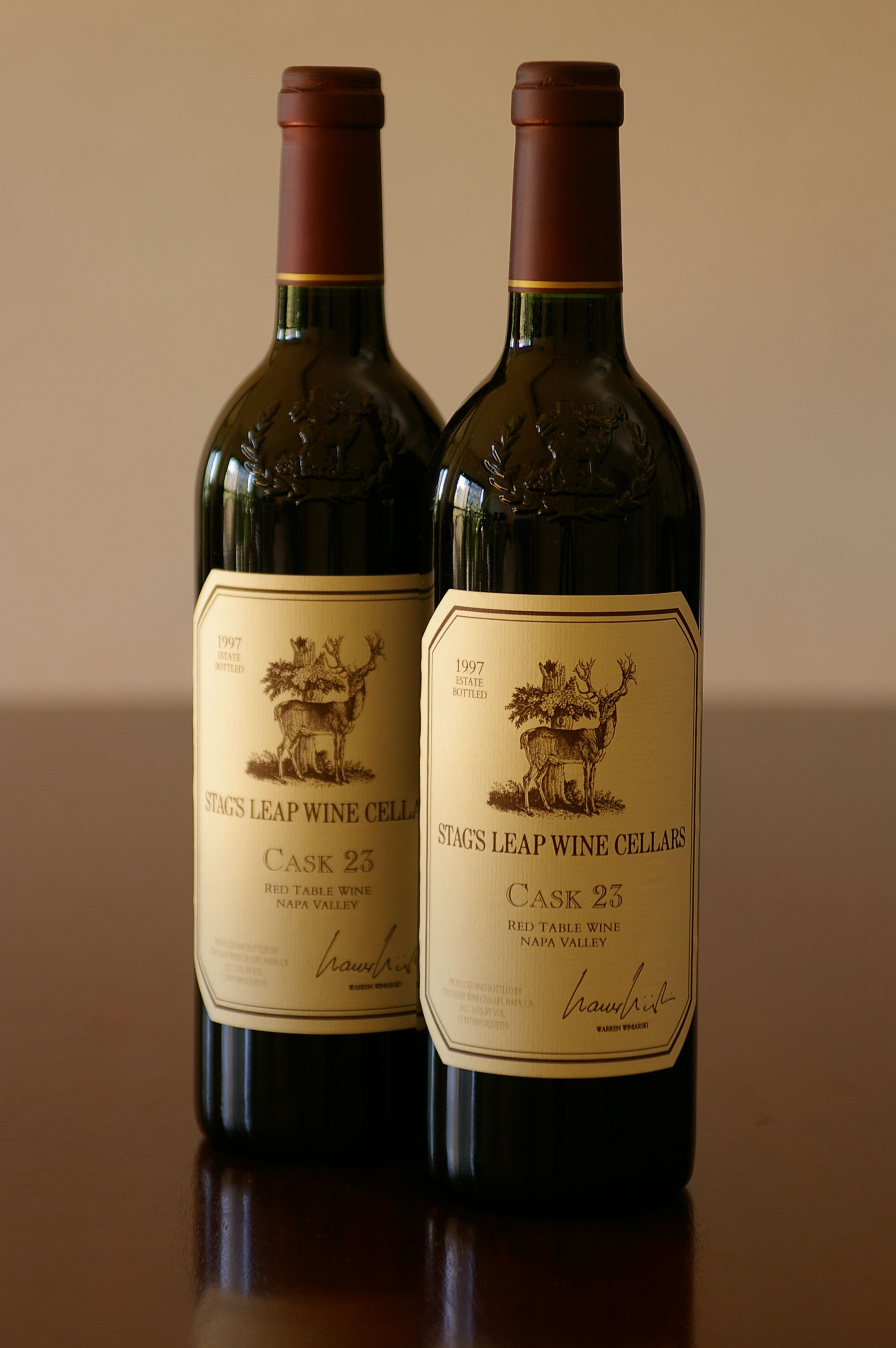
酒莊1997年份的Cask 23赤霞珠

1976年，該酒莊的酒在英國酒商史蒂芬·斯伯瑞爾主持的巴黎品酒會上獲得了國際認可，其1973年份的赤霞珠葡萄酒在法國頂尖葡萄酒專家的盲品比賽中，榮獲法國和加州十大頂級紅葡萄酒第一名。《醇鑒》稱此次品酒會的結果“讓加州在釀酒業揚名立萬，奠定了鹿躍酒窖全球超級明星的地位”。
1978年，此酒在斯伯瑞爾參與的舊金山品酒會再次獲得紅葡萄酒第一名。99位評委們對此酒的一致評價是：“深櫻桃色；香草味，果味；滑膩，巧克力味，圓潤，柔順。”巴黎品酒會10週年是測試紅酒陳化的時機，1986年《葡萄酒觀察家》重測巴黎品酒會的紅酒，此酒名列第四。同年斯伯瑞爾協助紐約市法國烹飪學院重測巴黎品酒會的紅酒，此酒名列第六，評委認為酒味已走下坡。1999年，普林斯頓大學兩位經濟學教授發表論文，用統計學分析巴黎品酒會的結果，此酒仍名列紅酒第一。巴黎品酒會30週年（2006年）時，在第四代罗斯柴尔德男爵雅各布·罗斯柴尔德施壓下，斯伯瑞爾在倫敦與納帕主持品酒會重測，此酒名列第二。

### 美國國家歷史博物館
巴黎品酒會20週年（1996年）時，沃倫·維尼亞斯基捐出此酒（紅葡萄酒第一名）一瓶，蒙特雷納酒莊捐出白葡萄酒第一名的莎當妮一瓶，由美國國家歷史博物館收藏展出。
《史密森尼》雜誌2013年選出「造就美國的101樣物品」（101 Objects that Made America），此酒入選。2019年11月21日，美國國家歷史博物館館長在鹿躍酒窖頒給沃倫·維尼亞斯基代表該館最高榮譽的詹姆斯·史密森獎章，表彰他對美國釀酒業和該博物館的美國美食和美酒歷史項目的貢獻。

## 引用
1. 1 2 3  Jon Bonné. . SFGate.com. March 28, 2008  [2023-08-10]. （原始内容存档于2023-08-07）.
2. ↑  . 葡萄酒资讯网.   [2023-08-07]. （原始内容存档于2023-08-07）.
3. ↑  . 红酒世界网.   [2023-08-07]. （原始内容存档于2023-02-03）.
4. ↑  Lukacs, Paul. . W. W. Norton. 2005年: 365. ISBN 978-0-393-05138-4.
5. ↑  . California Home+Design.   [2023-08-10]. （原始内容存档于2023-06-01）.
6. ↑  Taber（2005年），第109-112页
7. ↑  Carol Emert. . SFGate.com. 2004-04-01  [2023-08-10]. （原始内容存档于2022-08-18）.
8. 1 2 3  . 《醇鑒》. 2007-07-31  [2022-07-28]. （原始内容存档于2023-08-06） （英语）.
9. ↑  . Wine Spectator.   [2023-08-10]. （原始内容存档于2023-06-05）.
10. 1 2  . Ste. Michelle Wine Estates.   [2023-08-12]. （原始内容存档于2023-08-12）.
11. ↑  . WineBusiness.com.   [2023-08-12]. （原始内容存档于2023-08-12）.
12. ↑  . The North Bay Business Journal. 2021年7月9日  [2023年8月12日]. （原始内容存档于2023年8月12日）.
13. 1 2 3  . 史密森尼學會.   [2023-08-07]. （原始内容存档于2022-07-16）.
14. ↑  . 纳帕县土地信託.   [2023-08-13]. （原始内容存档于2023-08-13）.
15. ↑  Prial, Frank J. . 1994年2月9日  [2023年8月10日]. （原始内容存档于2015年5月26日） –NYTimes.com.
16. ↑  Taber（2005年），第140-141页
17. ↑  . Napa Valley Life Magazine. 2020-10-22  [2023-08-10]. （原始内容存档于2022-10-03）.
18. ↑  . Food & Wine.   [2023-08-07]. （原始内容存档于2023-08-07）.
19. ↑  . 鹿躍酒窖.   [2023-08-10]. （原始内容存档于2023-04-05）.
20. ↑  . wine.com.   [2023-08-10]. （原始内容存档于2023-08-10）.
21. ↑  劉永智. . 積木文化: 28. 2022年11月8日  [2023年8月14日]. （原始内容存档于2023年8月14日）.
22. 1 2  . SOMM Journal: 30–31.  [April / May 2016]  [2023-08-10]. （原始内容存档于2022-10-04） –digital.copcomm.com.
23. ↑  Taber（2005年），第219, 223-224页
24. ↑  Ashenfelter, Orley; Quandt, Richard. . CHANCE. 1999年6月8日, 12 (3): 16–20  [2023年8月10日]. doi:10.1080/09332480.1999.10542152. （原始内容存档于2023年8月10日） –CrossRef.
25. ↑  . Los Angeles Times. 2006-05-31. （原始内容存档于2012-11-02）.
26. ↑  Linda Murphy. . May 25, 2006  [2023-08-10]. （原始内容存档于2012-10-25）.
27. ↑  Dave McIntyre. . 《華盛頓郵報》. 2019年11月29日  [2023年8月8日]. （原始内容存档于2021年5月14日）.
28. ↑  Edwards, Owen. . 《史密森尼》.   [2023-08-07]. （原始内容存档于2023-08-07）.
29. ↑  . 《史密森尼》. America in the World 9/12.   [2023-08-07]. （原始内容存档于2023-08-07）.
30. ↑  . 《舊金山紀事報》.   [2023-08-07]. （原始内容存档于2022-12-05）.

## 外部連結
- Stag's Leap Wine Cellars Revisited （页面存档备份，存于）. Bach to Bacchus.